# Xiaosaurus
Xiaosaurus (čínsky „malý/pradávný ještěr“) je rod velmi primitivního ptakopánvého býložravého dinosaura, který žil v období věku bath (střední jura, asi před 169 až 163 miliony let) na území dnešní Číny. 

## Objev a popis
Taxon je znám pouze podle zubů a několika fragmentárních kostí, takže jeho klasifikace je nejistá. Bezpochyby jde o ptakopánvého dinosaura, patřícího pravděpodobně mezi hypsilofodontidy nebo marginocefaliany. Typový exemplář X. dashanpensis byl popsán v roce 1983 a podle Barretta a kolegů (2006) je považován provizorně za validní taxon. Může také představovat evoluční pojítko mezi rody Lesothosaurus a Hypsilophodon, to je však pouhá spekulace. 
Tento malý dinosaurus dosahoval délka zhruba 1 metru a průměrné hmotnosti zhruba 5,3 kilogramu.